# Relaciones España-Sudáfrica
Las Relaciones España-Sudáfrica son las relaciones internacionales entre Sudáfrica y el Reino de España.

## Relaciones diplomáticas
España y Sudáfrica mantienen consultas bilaterales anuales a nivel de Secretario de Estado desde 2003. La última sesión de dicho diálogo tuvo lugar los días 10 y 11 de julio de 2013 en Pretoria. Tanto España como Sudáfrica tienen Embajadas residentes en sus respectivas capitales.

## Relaciones económicas

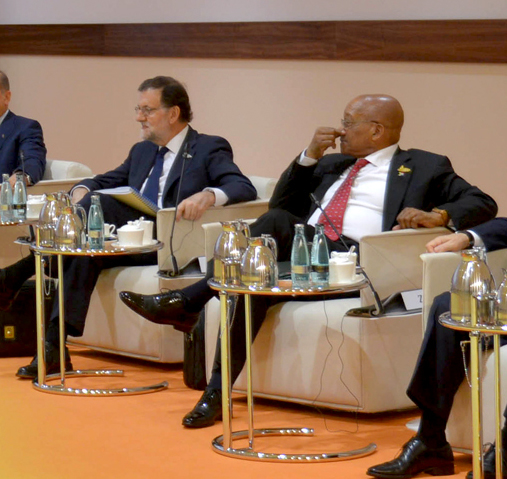
El presidente Mariano Rajoy y el presidente Jacob Zuma en la G20

Sudáfrica es el principal mercado de España en África subsahariana. En 2012 las exportaciones españolas a Sudáfrica supusieron un 61,3% del total de las ventas a la región.
Tradicionalmente, la balanza bilateral ha sido negativa para España, alcanzando su máximo histórico en 2008 al situarse el déficit en los 935M€. Este déficit comercial se ha ido reduciendo progresivamente hasta situarse en los 117M€ en el año 2011. Los datos del año 2012, arrojan un cambio de tendencia, ya que reflejan en el saldo por cuenta corriente bilateral un superávit para España de 221.470,58 M €. Esto se explica fundamentalmente, por la fuerte caída de las importaciones, que se redujeron un 23% en este período.

## Cooperación
La cooperación española con Sudáfrica se inició a principios de los 90, siendo este país considerado como preferente tanto en el primero como en el segundo Plan Director. En el Plan Director de la Cooperación Española 2009-2012 Sudáfrica dejó de ser país preferente, por lo que la cooperación bilateral se redujo notablemente, situación que se ha mantenido en el cuarto Plan Director 2013-2016. No obstante, ha crecido la cooperación española regional mediante el apoyo a organismos africanos con sede en Sudáfrica: NEPAD y Fondo Africano para el Patrimonio Mundial (AWHF, en sus siglas en inglés).

## Misiones diplomáticas residentes
- España tiene una embajada en Pretoria y un consulado-general en Ciudad del Cabo.[4]
- Sudáfrica tiene una embajada en Madrid.[5]

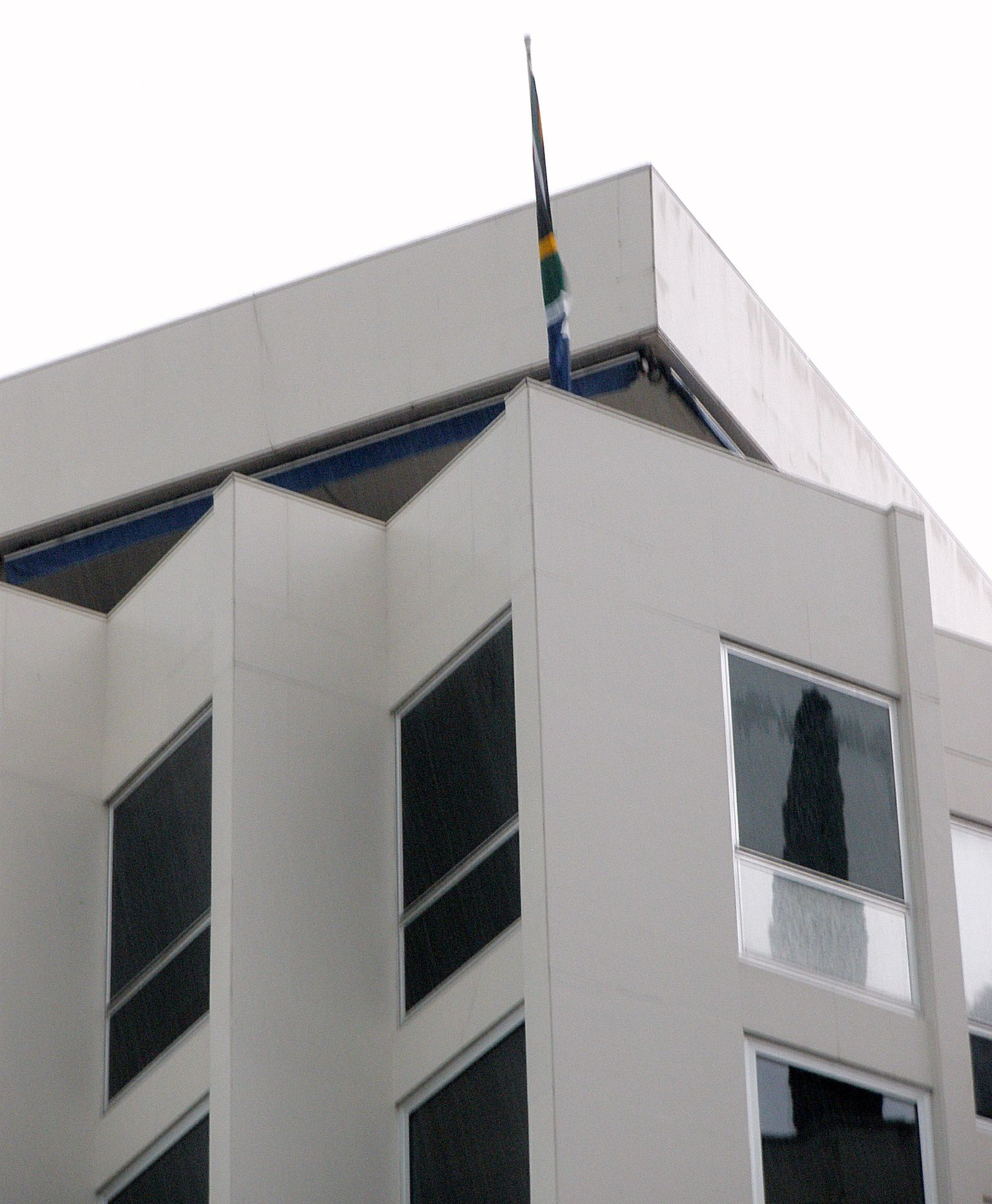
Embajada de Sudáfrica en Madrid